# Quartettsatz c-Moll (Schubert)

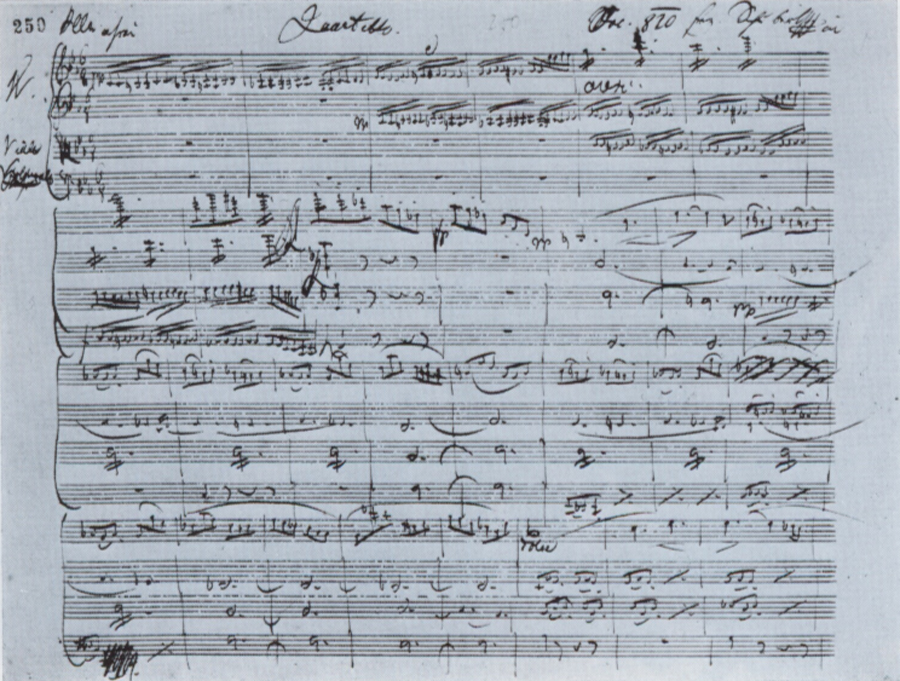
Quartettsatz c-Moll, Autograph 1. Seite

Der Quartettsatz c-Moll, D 703, ist Teil einer Fragment gebliebenen Streichquartett-Komposition des österreichischen Komponisten Franz Schubert (1797–1828), die erst rund 40 Jahre nach Schuberts Tod erstmals aufgeführt wurde.

## Entstehung, Rezeption und Charakterisierung
Das Autograph des Quartettsatzes ist auf der ersten Seite mit Dezember 1820 datiert. Es enthält neben dem vollständigen 1. Satz (Allegro assai, 315 Takte) einen Fragment gebliebenen 2. Satz (Andante) in As-Dur, der nach Takt 41 abbricht. Weder zum konkreten Entstehungsanlass noch zu den Gründen, die Schubert dazu bewogen, das Quartett unvollendet zu belassen, ist Näheres bekannt. Vier Jahre zuvor hatte er sein bis dahin letztes Streichquartett komponiert (Nr. 11, D 353) und griff erst vier Jahre später die Werkgattung erneut auf (Nr. 13, D 804). 
Die Partitur gelangte aus dem von Schuberts Bruder Ferdinand verwahrten Nachlass auf unbekanntem Weg zu Johannes Brahms. Dieser veranlasste sowohl die Uraufführung des Quartettsatzes am 1. März 1867 im Wiener Musikverein durch das Hellmesberger-Quartett als auch dessen Druck als „Quartett-Satz“ im Verlag Bartholf Senff (Leipzig, 1870). In manchen Ausgaben erscheint der Quartettsatz auch unter dem Titel „12. Streichquartett“.
Die musikalische Ausdruckssphäre nimmt bereits deutlich diejenige der späten Quartette Schuberts vorweg. Die formale Disposition des Quartettsatzes folgt lose der Sonatensatzform, gibt aber dank sehr freier harmonischer Anlage Interpretationsspielraum, so dass von „planvoll erzeugter Vieldeutigkeit“ gesprochen werden kann. Die Anfangstonart c-Moll im absteigenden Quartgang, der einer einleitenden, erregten Tremolofiguration folgt, besitzt eine eher randständige Rolle. Das liedhafte Seitenthema (Takt 27ff.) steht in As-Dur, erscheint zu Beginn der Reprise aber entgegen klassischer Regel in B-Dur. Der Satz schließt mit dem Tremolo des Anfangs. Geschlossenheit gewinnt der Satz durch eine rhythmisch-motivische Schicht in Gestalt einer fast durchlaufenden Sechsachtelbewegung.
Die Spieldauer des Quartettsatzes liegt bei etwa 9 Minuten. Zahlreiche Einspielungen und Aufführungen belegen seine Lebensfähigkeit auch als Einzelsatz.